# Chocabeck World Tour
Il Chocabeck World Tour è il quattordicesimo tour del cantautore italiano Zucchero Fornaciari, collegato all'album Chocabeck del 2010. 

## Il tour
Il Chocabeck World Tour è iniziato il 7 maggio 2011 toccando le più importanti città europee, mentre a partire da giugno, dopo un residency show di cinque concerti all'Arena di Verona, ha toccato le città italiane, fino ad arrivare in America del Sud, Europa dell'Est e Libano nel luglio 2012.

## Le tappe

### 2011
- 7 maggio:  Italia, Jesolo - Palazzo del Turismo (data-0)
- 9 maggio:  Svizzera, Zurigo - Hallenstadion
- 10 maggio:  Svizzera, Zurigo - Hallenstadion
- 12 maggio:  Francia, Parigi - Zénith
- 13 maggio:  Francia, Lilla - Zénith Arena
- 15 maggio:  Belgio, Anversa - Lotto Arena
- 16 maggio:  Belgio, Bruxelles - Vorst Nationaal
- 18 maggio:  Paesi Bassi, Rotterdam - Ahoy
- 21 maggio:  Germania, Monaco di Baviera - Olympic Halle
- 22 maggio:  Germania, Stoccarda - Porsche Arena
- 24 maggio:  Germania, Berlino - 02 World
- 25 maggio:  Germania, Düsseldorf - Philipshalle
- 26 maggio:  Francia, Amnéville - Le Galexie
- 28 maggio:  Regno Unito, Londra - Royal Albert Hall
- 30 maggio:  Austria, Vienna - Stadthalle
- 2/3/4/6/7 giugno -  Italia, Verona - Arena di Verona (SOLD OUT in tutte e 7 le serate)[2]
- 9 giugno:  Austria, Salisburgo - Salzburgarena
- 11 giugno:  Croazia, Spalato - Spaladium Arena
- 14 giugno:  Svizzera, Ginevra - Arena
- 15 giugno:  Austria, Dornbirn - Messehalle
- 17 giugno:  Austria, Graz - Schwarzl See
- 18 giugno:  Croazia, Pola - Arena
- 19 giugno:  Serbia, Belgrado - Arena
- 22 giugno:  Slovenia, Lubiana - Krizanke
- 24 giugno:  Austria, Klam - Clam Castle
- 25 giugno:  Austria, Imst - Sportsplatz
- 27 giugno:  Polonia, Varsavia - Hala Towar
- 29 giugno:  Danimarca, Sønderborg - Molleparken
- 1º luglio:  Germania, Amburgo - Stadtpark
- 4 luglio:  Francia, Annecy - Arcadium

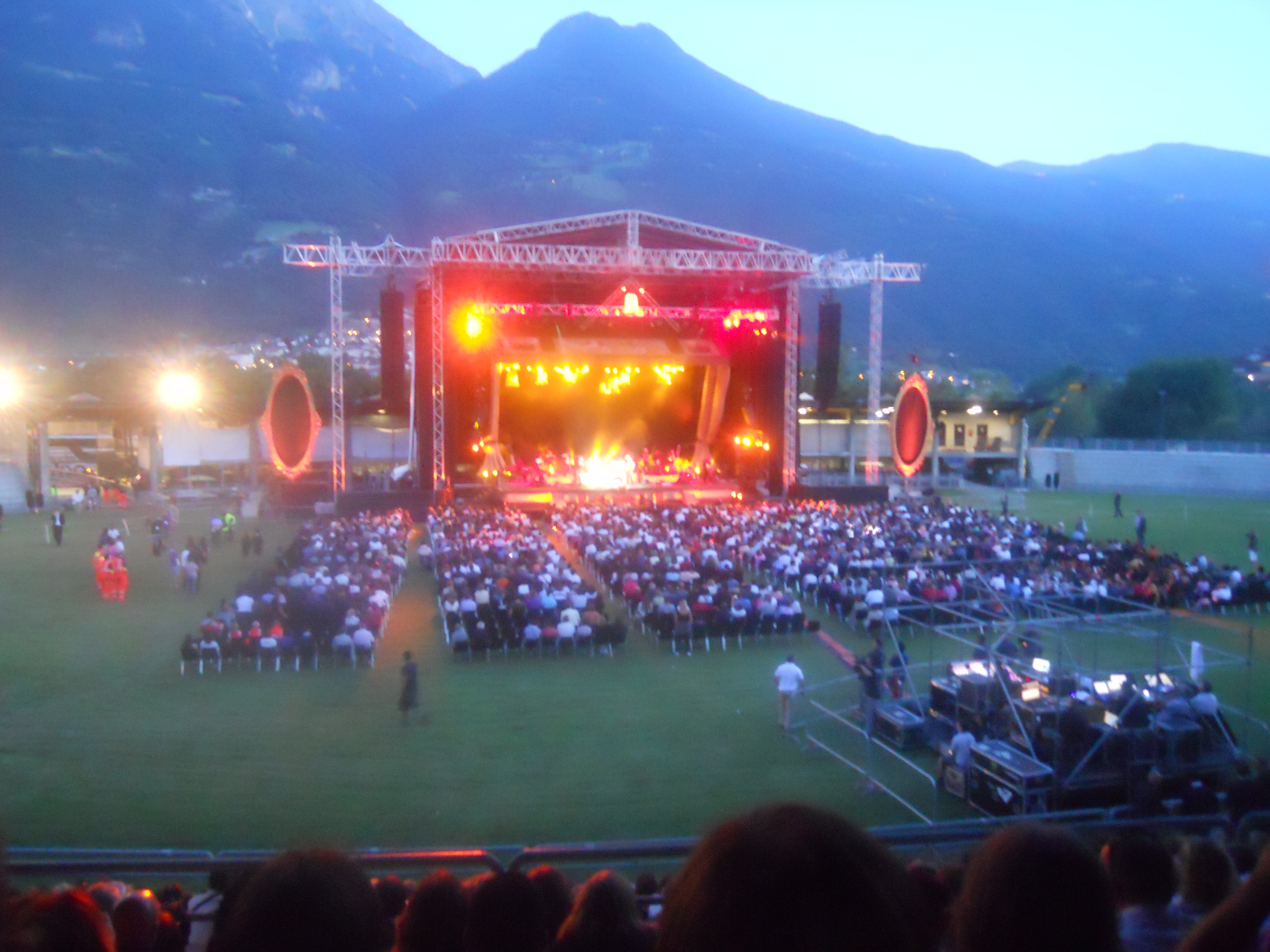
Palco e Parterre all'apertura del concerto di Zucchero all'Arena Croix Noire

- 5 luglio:  Italia, Aosta - Arena Croix Noire
- 7 luglio:  Italia, Codroipo - Villa Manin
- 8 luglio:  Italia, Lucca - Piazza Napoleone (Lucca Summer Festival)
- 9 luglio:  Svizzera, Murten - Stars of Sounds Festival
- 11 luglio:  Svizzera, Locarno - Moon and Stars
- 13 luglio:  Francia, Antibes - Juan-les-Pins / Jazz a Juan @ La Pinede
- 14 luglio:  Francia, Mirande - Mirande Stadium
- 16 luglio:  Austria, Maria Wörth - Schiffsanlegestelle/Halbinsel
- 19 luglio:  Italia, Taormina - Teatro antico di Taormina
- 21 luglio:  Italia, Palermo - Velodromo
- 23 luglio:  Italia, Roma - Stadio Olimpico (ospiti: Pino Daniele, Claudio Baglioni, Fiorella Mannoia)
- 25 luglio:  Italia, Cagliari - Anfiteatro Romano (Cagliari)
- 26 luglio:  Italia, Carbonia - Parco Geo Minerario
- 28 luglio:  Italia, Cosenza - Stadio San Vito
- 30 luglio:  Malta, Malta Fairs & Conventions Centre
- 1º agosto:  Italia, Molfetta - Porto
- 2 agosto:  Italia, Lecce - Stadio Via del Mare
- 4 agosto:  Italia, Pescara - Stadio Adriatico
- 7 agosto:  Russia, Kaliningrad - Don Chento Jazz Festival
- 20 settembre:  Polonia, Varsavia - Torwar
- 21 settembre:  Rep. Ceca, Praga - Hybernia Theater
- 23 settembre:  Lussemburgo, Esch-sur-Alzette - Rockhal
- 25/26 settembre:  Italia, Verona - Arena di Verona
- 14 ottobre:  Canada, St. Catharines - Brock Centre For The Arts
- 15 ottobre:  Canada, Toronto - Massey Hall
- 16 ottobre:  Canada, Montréal - Theatre Saint Denis
- 18 ottobre:  Canada, Ottawa - Centrepointe Theatre
- 19 ottobre:  Stati Uniti, Detroit - Andiamo Celebrity Showroom
- 20 ottobre:  Stati Uniti, Edwardsville - Southern Illinois University
- 22 ottobre:  Stati Uniti, Chicago - Park West 4H
- 23 ottobre:  Stati Uniti, Cleveland - Rock And Roll Hall Of Fame
- 25 ottobre:  Stati Uniti, New York - Beacon Theatre
- 27 ottobre:  Stati Uniti, Collingswood - Ri Pac
- 28 ottobre:  Stati Uniti, Glenside - Scottish Rite
- 29 ottobre:  Stati Uniti, Boston - Berklee Concert Hall
- 2 novembre:  Paesi Bassi, Amsterdam - Heineken Music Hall
- 3 novembre:  Germania, Lipsia - Arena
- 5 novembre:  Germania, Norimberga - Arena
- 7 novembre:  Italia, Milano – Mediolanum Forum
- 8 novembre:  Italia, Milano - Mediolanum Forum
- 9 novembre:  Italia, Brescia – Fiera
- 11 novembre:  Italia, Perugia – Pala Evangelisti
- 12 novembre:  Italia, Ancona – PalaRossini
- 14 novembre:  Italia, Acireale - PalaTupparello
- 16 novembre:  Italia, Roma - PalaLottomatica
- 17 novembre:  Italia, Eboli - PalaSele
- 19 novembre:  Italia, Bologna - Futur Show Station
- 20 novembre:  Italia, Firenze - Mandela Forum (SOLD OUT)[3]
- 21 novembre:  Italia, Firenze - Mandela Forum
- 23 novembre:  Italia, Bolzano - Palaonda
- 24 novembre:  Italia, Treviso - Palaverde
- 26 novembre:  Italia, Torino - Palaolimpico
- 27 novembre:  Italia, Torino - Palaolimpico
- 29 novembre:  Italia, Genova - 105 Stadium
- 30 novembre:  Italia, Genova - 105 Stadium
- 1º dicembre:  Italia, Rimini - 105 Stadium
- 3 dicembre:  Italia, Padova - Fiera
- 5 dicembre:  Francia, Parigi - Le Casino de Paris (ospite: Patrick Fiori)
- 6 dicembre:  Germania, Francoforte sul Meno - Festhalle
- 7 dicembre:  Francia, Strasburgo - Palais de Congres
- 9 dicembre:  Francia, Lione - Bourse du Travail
- 10 dicembre:  Francia, Béziers - Salle Zinga Zanger
- 12 dicembre:  Francia, Bordeaux - Le Femina
- 13 dicembre:  Francia, Marsiglia - Le Silo
- 14 dicembre:  Francia, Tolosa - Le Casino
- 16 dicembre:  Francia, Biarritz - Gare du Midi
- 19 dicembre:  Italia, Reggio Emilia - Teatro Romolo Valli (*)
- 20 dicembre:  Italia, Reggio Emilia - Teatro Romolo Valli (*)
- 21 dicembre:  Italia, Reggio Emilia - Teatro Romolo Valli (*)

(*) = Poiché queste tappe si sono svolte a Reggio Emilia, città originaria di Zucchero, il concerto ha preso il nome de Il suono della domenica - Welcome Home Delmo!.

### 2012
- 11 marzo:  Messico, Città del Messico - Teatro Plaza Condesa
- 13 marzo:  Venezuela, Caracas - Teatro Teresa Carreno
- 16 marzo:  Cile, Santiago - Teatro Teleton
- 17 marzo:  Argentina, Mendoza - Auditorio Angel Bustelo
- 20 marzo:  Argentina, La Plata - Teatro Argentino
- 21 marzo:  Argentina, Buenos Aires - Teatro Gran Rex (ospiti: Fito Paez, Walter Giardino)
- 23 marzo:  Argentina, Córdoba - Orfeo Superdomo
- 24 marzo:  Argentina, Rosario - City Center Hall
- 26 marzo:  Brasile, San Paolo - Teatro Bradesco
- 27 marzo:  Brasile, Porto Alegre - Teatro Bourbon
- 28 marzo:  Brasile, Rio de Janeiro - Vivo Rio
- 5 aprile:  Ucraina, Kiev - Sports Palace
- 7 aprile:  Russia, Mosca - Stadium Live
- 9 aprile:  Russia, San Pietroburgo - October Hall
- 10 aprile:  Estonia, Tallinn - Nokia Concert Hall
- 12 aprile:  Lettonia, Riga - Arena di Riga
- 13 aprile:  Lituania, Šiauliai - Arena
- 14 aprile:  Lituania, Kaunas - Kaunas Arena
- 16 aprile:  Russia, Mosca - Crokus Hall
- 17 aprile:  Bielorussia, Minsk - Palace of Republic
- 5 luglio:  Libano, Baalbek - Festival di Baalbek

## La scaletta
Nella scaletta di questa tournée di Zucchero Fornaciari è presente tutto l'album Chocabeck, eseguito dall'inizio alla fine per rispettare il "concept" dell'album che prevede il racconto di una domenica di paese dall'alba al tramonto.
(Zucchero)
- Un soffio caldo
- Il suono della domenica
- Soldati nella mia città
- È un peccato morir
- Vedo nero
- Oltre le rive
- Un uovo sodo
- Chocabeck
- Alla fine
- Spricinfrin Boy
- God bless the child
- Bacco perbacco
- Baila (Sexy Thing)
- Overdose (d'amore)
- Dune mosse
- Il volo
- Diamante
- Like the sun
- Il mare impetuoso al tramonto salì sulla Luna e dietro una tendina di stelle...
- Con le mani
- Solo una sana e consapevole libidine salva il giovane dallo stress e dall'azione cattolica
- Diavolo in me
- Nel così blu
- Hey man
- Così celeste
- Senza una donna
- Miserere (feat. virtuale con Luciano Pavarotti)
- Everybody's got to learn sometime
- X Colpa di Chi?

## Formazione
- Zucchero Fornaciari - voce, chitarra
- Polo Jones - basso
- Adriano Molinari - batteria
- Kat Dyson - chitarra, cori
- Mario Schilirò - chitarra
- Max Marcolini - chitarra (tour europeo)
- David Sancious - tastiere
- James Thompson  - fiati
- Massimo Greco - fiati
- Beppe Caruso - fiati
- Luca Campioni - violino
- Simone Rossetti Bazzaro - viola
- Enrico Guerzoni - violoncello